# Świetliki (serial animowany 1995)
Świetliki (cz. Broučci, 1995–1997) – czeski serial animowany, wyprodukowany przez Studio Jiřího Trnky i Comité Francais de Rádio Télévision we współpracy z Jerusalem Productions i Imago, oparty na powieści dla dzieci Jana Karafiáta. Opowiada o życiu świetlików (przedstawionych jako antropomorfizowanych postaci podobnych do wróżek), którym Bóg powierzył latanie ze swoimi latarenkami i świecenie ludziom w ciemnościach.
W Polsce serial był emitowany na kanale TVP1 w  latach 90. w Wieczorynce.

## Wersja polska
Opracowanie wersji polskiej:
- Danuta Kwiatkowska
- Jola Malczewska-Kawalec

Tłumaczenie: Maria Piotrowska 

Opowiadał: Janusz Zakrzeński

## Spis odcinków
| N/o            | Polski tytuł                 | Czeski tytuł                          |
| -------------- | ---------------------------- | ------------------------------------- |
|                |                              |                                       |
| SERIA PIERWSZA |                              |                                       |
|                |                              |                                       |
| 01             |                              | Narodil se Brouček                    |
|                |                              |                                       |
| 02             |                              | Byl podzim                            |
|                |                              |                                       |
| 03             | Przyjęcie pożegnalne         | Loučení                               |
|                |                              |                                       |
| 04             | Sroga zima                   | A byla zima                           |
|                |                              |                                       |
| 05             |                              | A bylo jaro                           |
|                |                              |                                       |
| 06             | Dobrych lotów, Świetliczku   | Šťastnou cestu Broučku!               |
|                |                              |                                       |
| 07             | Świetliczek ma wypadek       | Broučkův smutný návrat                |
|                |                              |                                       |
| 08             | Świetliczek wraca do zdrowia | S Broučkem je zle                     |
|                |                              |                                       |
| 09             |                              | Do nebíčka, do peklíčka               |
|                |                              |                                       |
| 10             |                              | Broučkovy tajnosti                    |
|                |                              |                                       |
| 11             |                              | A měli se rádi                        |
|                |                              |                                       |
| 12             | Wielka miłość                | Velká rodina                          |
|                |                              |                                       |
| SERIA DRUGA    |                              |                                       |
|                |                              |                                       |
| 14             |                              | Jak Skok a Kuk spadli na paseku       |
|                |                              |                                       |
| 15             |                              | Jak Skoka a Kuka překvapila povodeň   |
|                |                              |                                       |
| 16             |                              | Jak Skok a Kuk zachránili mušku       |
|                |                              |                                       |
| 17             |                              | Jak se Skok ztratil                   |
|                |                              |                                       |
| 18             |                              | Jak hledali Skoka                     |
|                |                              |                                       |
| 19             |                              | Jak se sešli pod červenou muchomůrkou |
|                |                              |                                       |
| 20             |                              | Jak Skok a Kuk bojovali               |
|                |                              |                                       |
| 21             |                              | Jak profesor Chrobák vyléčil Medáka   |
|                |                              |                                       |
| 22             |                              | Jak Skok a Kuk našli poklad           |